# Relaciones México-Tayikistán
Las naciones de México y Tayikistán establecieron relaciones diplomáticas en 1992. Ambas naciones son miembros de las Naciones Unidas.

## Historia
México y Tayikistán establecieron relaciones diplomáticas el 14 de enero de 1992. Los vínculos se han desarrollado principalmente en el marco de foros multilaterales. 
En noviembre de 2010, el gobierno de Tayikistán envió una delegación de 17 miembros para asistir a la Conferencia de las Naciones Unidas sobre el Cambio Climático de 2010 en Cancún, México.
En diciembre de 2013, el ministro de Asuntos Exteriores de Tayikistán, Sirodjidin Aslov, y el Primer Viceministro de Energía y Recursos Hídricos de ese país, Sulton Rahimov, realizaron una visita a la Ciudad de México, con el fin de participar en la ceremonia de clausura del Año Internacional de la Cooperación en la Esfera del Agua. En ese marco, ambos funcionarios se reunieron con el Subsecretario mexicano de Relaciones Exteriores, Carlos de Icaza González, con quien conversaron sobre la importancia de acreditar Embajadores concurrentes, así como impulsar la cooperación bilateral en los sectores turístico, farmacéutico y comercial, pero de manera especial en materia de recursos hídricos.
En septiembre de 2019, se firmó un acuerdo entre México y Tayikistán sobre el exención de visas para titulares de pasaportes diplomáticos. En 2023, el presidente mexicano Andrés Manuel López Obrador vendió el avión presidencial al gobierno de Tayikistán.
En 2025, ambas naciones celebraron 33 años de relaciones diplomáticas.

## Misiones diplomáticas
- México está acreditado ante Tayikistán a través de su embajada en Teherán, Irán.[7]
- Tayikistán no tiene una acreditación ante México.